# CD San Isidro

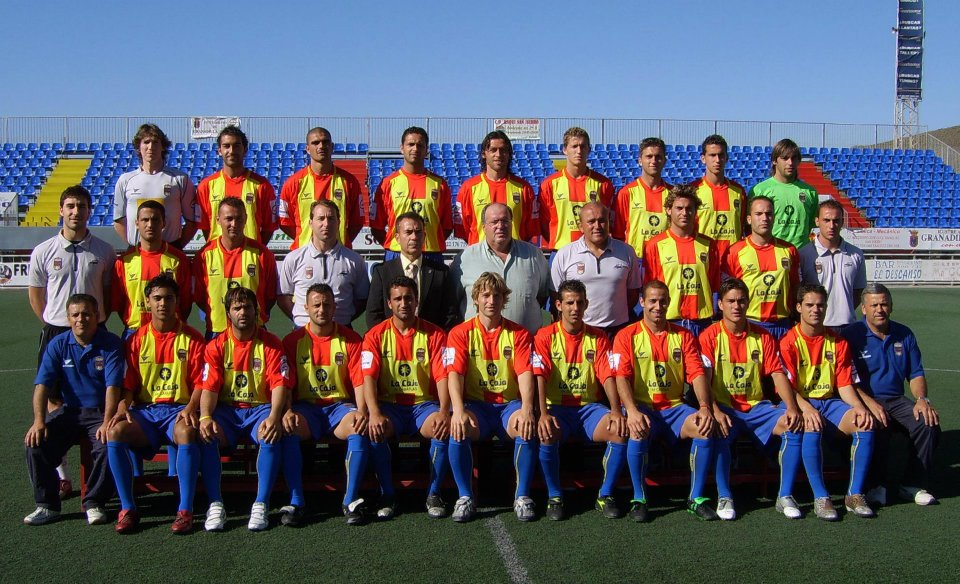
Team 2005-2006

CD San Isidro is een Spaanse voetbalclub uit Granadilla de Abona op het Canarische eiland Tenerife. De clubs speelt vanaf het seizoen 2008/2009 in de Tercera División. Thuisstadion is het Estadio de La Palmera, dat 2.500 plaatsen heeft.

## Geschiedenis
CD San Isidro werd in 1970 opgericht. In het seizoen 1997/1998 debuteerde de club in de Tercera División. In het seizoen 2005/2006 speelde CD San Isidro voor het eerst in de Segunda División B. Met een laatste plaats in de groep in het seizoen 2007/2008 degradeerde de club naar de Tercera División.